# Серанон
Серанон (фр. Séranon) — коммуна на юго-востоке Франции в регионе Прованс — Альпы — Лазурный берег, департамент Приморские Альпы, округ Грас, кантон Грас-1. До марта 2015 года коммуна административно входила в состав упразднённого кантона Сент-Обан (округ Грас).
Площадь коммуны — 23,28 км², население — 432 человека (2006) с тенденцией к росту: 482 человека (2012), плотность населения — 20,7 чел/км².

## Население
Население коммуны в 2011 году составляло 475 человек, а в 2012 году — 482 человека.
| 1962 | 1968 | 1975 | 1982 | 1990 | 1999 | 2006 | 2008 | 2011 | 2012 |
| ---- | ---- | ---- | ---- | ---- | ---- | ---- | ---- | ---- | ---- |
| 241  | 231  | 241  | 272  | 280  | 317  | 432  | 462  | 475  | 482  |

Динамика численности населения:

## Экономика
В 2010 году из 296 человек трудоспособного возраста (от 15 до 64 лет) 192 были экономически активными, 104 — неактивными (показатель активности 64,9 %, в 1999 году — 65,8 %). Из 192 активных трудоспособных жителей работали 181 человек (108 мужчин и 73 женщины), 11 числились безработными (двое мужчин и 9 женщин). Среди 104 трудоспособных неактивных граждан 20 были учениками либо студентами, 44 — пенсионерами, а ещё 40 — были неактивны в силу других причин.
На протяжении 2010 года в коммуне числилось 215 облагаемых налогом домохозяйств, в которых проживало 461,5 человек. При этом медиана доходов составила 16 тысяч 873 евро на одного налогоплательщика.